# Юченков, Глеб Иванович
Глеб Иванович Юченков  (17 марта 1911, Москва — 21 октября 1993, Москва) — советский актёр. Народный артист Украинской ССР (1960).

## Биография
Родился 17 марта 1911 года в Москве.
Сценическую деятельность начал в 1936 году в театрах Смоленска. В 1949-1964 годах выступал на сцене Крымского русского драматического театра имени М. Горького (Симферополь) в пьесах «Каменный хозяин», «Богдан Хмельницкий», «Гибель эскадры» Корнейчука, «Дженни Герхардт» и других. В 1964—1967 работал в Калужском драмтеатре, с 1967 в Ульяновском областном драматическом театре.
Играл В. И. Ленина в фильмах «Правда» (1957) и
«День первый» (1958), снимался в телесериале «Мир хижинам, война дворцам» (1970).
Умер 21 октября 1993 года, похоронен на Северном кладбище Ульяновска.

## Семья
Отец народного артиста России Константина Юченкова, дед артиста Дениса Юченкова.

## Память
- Его имя есть на Аллее Славы у Ульяновского областного драматического театра.

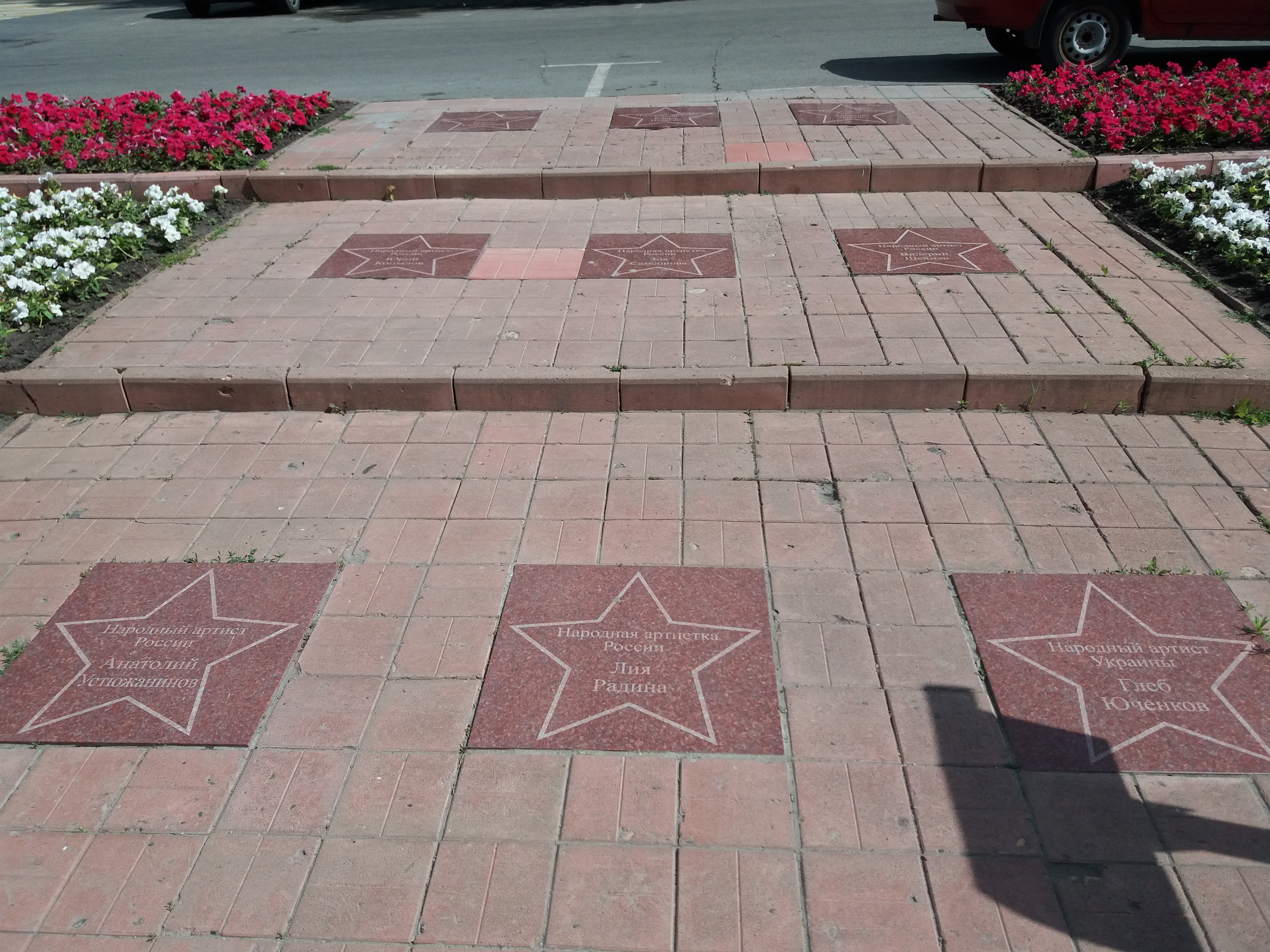
Аллея Славы драмтеатра.
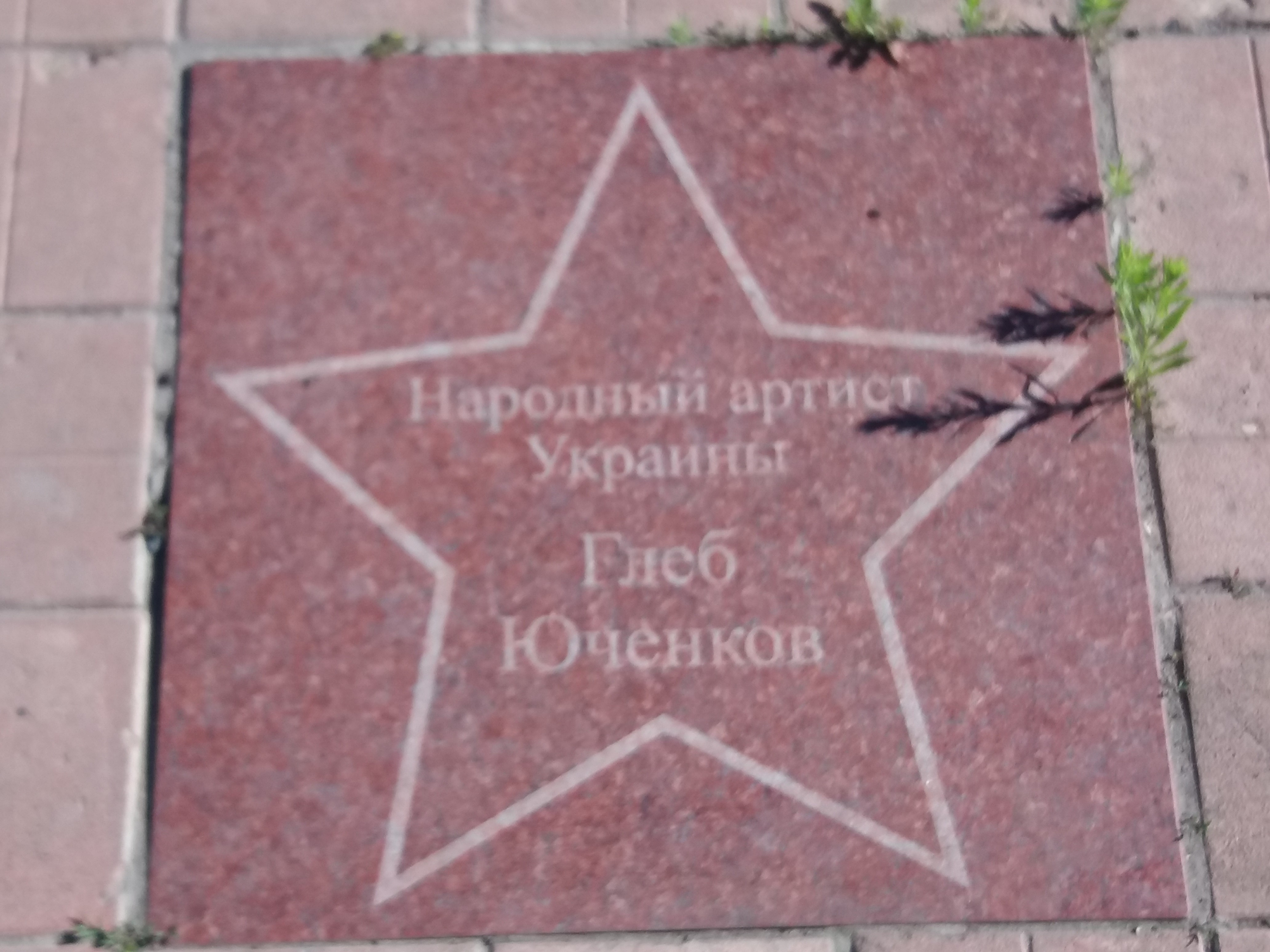
"Звезда - Глеб Юченков" на аллее Славы.